# Jean Baptiste Bourguignon d'Anville
Jean Baptiste Bourgignon d'Anville of kortweg Danville (Parijs, 11 juli 1697 - Parijs, 28 januari 1782) was een Franse geograaf en cartograaf en vernieuwer van de cartografie. 
Hij was lid van twee belangrijke Franse wetenschappelijke instituten: de Académie des inscriptions et belles-lettres en de Académie des sciences. In 1773 werd hij aangesteld als eerste hofgeograaf.

## Levensloop
Al als twaalfjarige maakte D'Anville zijn eerste historische kaarten van de antieke wereld. De wetenschapper en abt Louis Dufour de Longuerue was hem daarbij behulpzaam.
D'Anville zette de vernieuwing in de cartografie voort die door Guillaume Delisle ingezet was en liet alles weg waar geen wetenschappelijke zekerheid over bestond. Zijn kaarten oogden in vergelijking met die van zijn voorgangers dan ook "leeg". De landen die hij tekende heeft hij nooit gezien, hij verbleef steeds in Parijs en baseerde zich op rapporten en verslagen. Hij was een goed classicus en in zijn memoires en kaarten legt hij verbanden met oude en middeleeuwse geografie, waarbij hij een buitengewoon goede hand had in het kiezen en beoordelen van de oude bronnen. Hij was een groot kenner van oude afstandsmaten en corrigeerde plaatsbepalingen aan de hand van astronomische waarnemingen.

## Werken
D'Anville was nog tiener toen in 1713 zijn eerste serieuze kaart, van het oude Griekenland, in druk verscheen.
Een belangrijk werk is zijn Nouvel atlas de la Chine, de la Tartarie chinoise et du Thibet "Nieuwe atlas van China, Chinees Tartarije en Tibet" uit 1737, gebaseerd op de Huangyu quanlantu uit 1717 die in opdracht van keizer Kangxi gemaakt was. De ondertitel beschrijft de opzet en werkwijze: met algemene kaarten en deelkaarten, ook van het koninkrijk Korea, veelal ter plekke vervaardigd in opdracht van de keizer, hetzij door de paters jezuïeten, hetzij door wiskundig geschoolde Tataren; alles beoordeeld door de jezuïeten.
Zijn kaart van Italië uit 1743 was bijzonder nauwkeurig en corrigeerde veel fouten van voorgangers. Zijn kaart van Afrika uit 1749 maakte komaf met een grote reeks verzinsels, mede door leegte te tonen in de gebieden waar te weinig van bekend was. Het bleef de standaard tot aan de 19e-eeuwse ontdekkingsreizen door het continent. Belangrijk waren ook de kaarten van Azië (1751), India (1752) en de hemisferen (1761).
In zijn werk is ook iets over Nederland in de Romeinse tijd te vinden. In zijn boek Notice de l'ancienne Gaule tirée des monumens romains "Aantekeningen over het oude Gallië, gebaseerd op Romeinse monumenten" identificeerde hij de de Romeinse plaatsen Caspingium (Asperen), Tablis (Oud-Alblas) en Flenium (Vlaardingen), alle aan de zuidelijke heerweg tussen Noviomagus (Nijmegen) en Lugdunum Batavorum (Katwijk-Brittenburg). De oude namen waren bekend van de Peutingerkaart (Tabula Peutingeriana), maar het was nog niet eerder gelukt ze te verbinden met hedendaagse plaatsen.
D'Anville was niet in al zijn werk succesvol; zijn hypothese over de vorm van de aarde werd al tijdens zijn leven door metingen ontkracht. 

## Eerbetoon
- Een maankrater en een plaats in de Amerikaanse staat Vermont (Danville) werden naar hem genoemd.